# 国博中心站 (台州市)
国博中心站是台州市域铁路S1线的一个车站，位于中国浙江省台州市椒江区洪家街道中心大道与心海路交叉口南侧。该站于2022年12月28日启用。

## 车站结构
本站为路中高架三层侧式车站。

### 车站楼层
| 地上三层 | 侧式站台 | 侧式站台                                 | 侧式站台 | 侧式站台 |
|          | 一站台   | S1线 城南方向（下站：汇丰路）            |          |          |
|          | 二站台   | S1线 台州火车站方向（下站：学院路）      |          |          |
|          | 侧式站台 |                                          |          |          |
| 地上二层 | 站厅     | 售票机、客服中心、商店、警务室、安检设施 |          |          |
| 地面     | 出入口   |                                          |          |          |

### 站台
本站设有两个侧式站台，位于中心大道的上空。

## 接驳交通
- 公交站点：台州银泰城站
- 公交线路：107路（西山-公交洪家站）、905路（公交客运总站-路桥短途南站）、129路（东山公园-龙潭岙）、122路（公交市中心医院站-湖田）[4]

## 历史
本站在规划和施工阶段名为银泰城站。2022年6月29日，本站由“银泰城站”更名为“国博中心站”。

### 大事记
- 2020年4月22日，本站的一区框架柱顺利完工[6]。
- 2020年10月11日，本站站厅层浇筑完成[3]。
- 2020年12月29日，本站轨道梁混凝土浇筑工作顺利完成[7]。
- 2021年5月25日，本站和洪家站（现为汇丰路站）土建施工工程率先完成验收移交工作[8]。
- 2021年8月2日，本站最后一段钢结构连廊安装到位[9]。
- 2023年3月28日至4月7日，本站站厅层部分区域用作为市域铁路志愿者现场报名点[10]。